# DJ Hero
DJ Hero est un jeu vidéo de rythme sur PlayStation 3, PlayStation 2, Wii et Xbox 360. Le jeu est basé sur le même principe que Guitar Hero avec, à la place d'une réplique de guitare, une réplique de platine vinyle sur laquelle il faut scratcher. Le jeu comporte 93 titres et est sorti en France le 29 octobre 2009. DJ Hero comporte des styles musicaux variés : de l'électro au rock en passant par le hip-hop et la dance.

## Système de jeu
Sur les différentes consoles, DJ Hero est vendu avec un périphérique. Celui-ci est constitué d'une réplique de platine vinyle avec trois boutons, d'un cross-fader, d'un réglage pour des effets sonores et d'un bouton pour lancer "l'euphorie". Le périphérique peut être utilisé indifféremment par un gaucher ou un droitier, la réplique de platine vinyle s'encastrant à gauche ou à droite des principaux boutons de commande.
À l'écran, pour chaque titre, défile une série de symboles que le joueur doit reproduire fidèlement et dans un temps précis sur le périphérique. Sur certains passages en surbrillance, lorsque les actions ont été parfaitement réalisées, le joueur peut déclencher "l'euphorie". Ainsi, pendant une poignée de secondes, le score gagné va doubler et les manipulations de cross-fading sont réalisées automatiquement, sans l'intervention du joueur.
Dans quelques sections de DJ Hero il est possible de brancher simultanément la manette-guitare de Guitar Hero afin de jouer en coopération sur une dizaine de mashup.
Le jeu possède cinq niveaux de difficulté : Novice, Facile, Moyen, Difficile, Expert. Le nombre d'actions à réaliser en même temps et la vitesse à laquelle défilent les symboles augmentent avec la difficulté.
En mode Novice, il n'y a qu'un seul bouton à appuyer, à savoir l'un des trois boutons de la platine (Vert, Rouge, Bleu) ou de laisser appuyer ce dernier pour simuler des scratchs
En mode Facile, les trois boutons sont désormais séparés, les actions et les scratchs doivent maintenant s'effectuer sur le bouton indiqué. La zone Freestyle et les effets font aussi leurs apparitions. Cette zone Freestyle est une zone délimité dans le temps où le joueur peut actionner des samples qu'il choisira avant de faire son mix. Elle est représentée sur la partie du bouton rouge et les samples s'actionnent en appuyant sur ce dernier. Quant aux effets, c'est aussi une zone  délimité dans le temps. Elle permet de filtrer le son en tournant le bouton, soit sur une platine (délimité par les boutons vert et bleu), soit sur tout le mix, y compris sur les samples (bouton rouge). Précisons que lorsqu'il n'y a pas de zones d'effets, le bouton permet de choisir le sample que vous allez jouer dans les zones Freestyle. Dernière chose, la zone Freestyle n'a aucune incidence sur les points, contrairement à l'effet qui, dès son activité, double le multiplicateur global et donne des points supplémentaires quand vous l'utilisez.
En mode Moyen, on utilise le cross-fader. Couramment utilisé chez les DJ, ce potentiomètre détermine le volume général d'une des deux platines. Il est surtout utilisé pour des effets de son ou dans les scratch. Dans le jeu, si la piste va vers la gauche, le cross doit être sur la gauche. Si la piste va vers la droite, le cross doit être sur la droite. Si la piste se dirige vers le centre, le cross va à sa position initiale.
En mode Difficile, les scratch orientés font leur apparition. Dans les autres modes de difficulté, quand on demandait des scratch il suffisait de bouger la platine en avant et en arrière en maintenant appuyée la touche correspondante, sans se soucier du mouvement. Mais le jeu demande cette fois-ci de bouger la platine dans le sens des petites flèches qui sont posés sur les notes de scratch, au lieu des signes habituels. Il faut alors bouger la platine précisément comme indiqué pour remporter les points correspondants.
Dans le mode Difficile, ces scratchs orientés font des apparitions brèves dans les chansons, mais dans le mode Expert, ils sont sollicités sur tous les scratch (sauf à de rares exceptions).

## Développement
DJ Hero comporte notamment les avatars des artistes suivants : Daft Punk, DJ Shadow, Grandmaster Flash, DJ Z-Trip, DJ AM.

## Artistes musicalement présents dans le jeu
- 2 Pac
- 50 Cent
- Beastie Boys
- Beck
- Bell Biv DeVoe
- Benny Benassi
- Billy Squier (en)
- Black Eyed Peas
- Blondie
- Boogie Down Productions
- Chuck Brown
- Daft Punk
- David Bowie
- David Guetta
- Deadmau5
- Dizzee Rascal
- DJ Shadow
- Eminem
- Eric B & Rakim
- Eric Prydz
- Foo Fighters
- Foreigner
- Gary Numan
- Gorillaz
- Grandmaster Flash
- Gwen Stefani
- Herbie Hancock
- Indeep
- The Jackson 5
- Jay-Z
- DJ Jazzy Jeff
- Jurassic 5
- Justice
- Kid Cudi
- LL Cool J
- Marvin Gaye
- M.I.A.
- Masta Ace
- Mobb Deep
- Motörhead
- N.E.R.D.
- Noisia
- Public Enemy
- Queen
- Rick James
- Tiësto
- The Killers
- Scratch Perverts
- Tears for Fears
- Weezer
- Young MC
- Zombies
- The Aranbee Pop Symphony Orchestra

## Liste des titres annoncés
Le jeu est composé de 93 mashups.

## DJ Hero 2
Un nouvel épisode, DJ Hero 2, est produit.

## Sources
- Site officiel
- Jeuxvideo.com